# Crematogaster nigropilosa
Crematogaster nigropilosa är en myrart som beskrevs av Mayr 1870. Crematogaster nigropilosa ingår i släktet Crematogaster och familjen myror. Inga underarter finns listade i Catalogue of Life.

## Bildgalleri

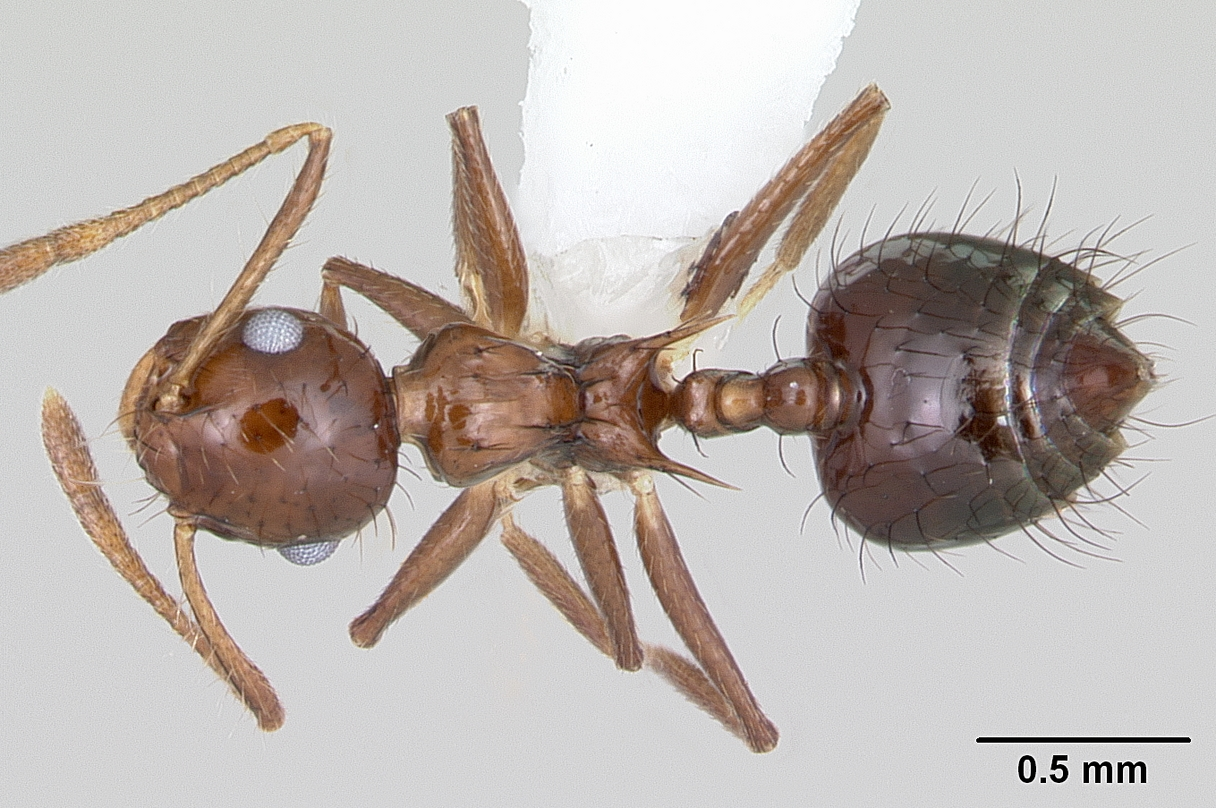
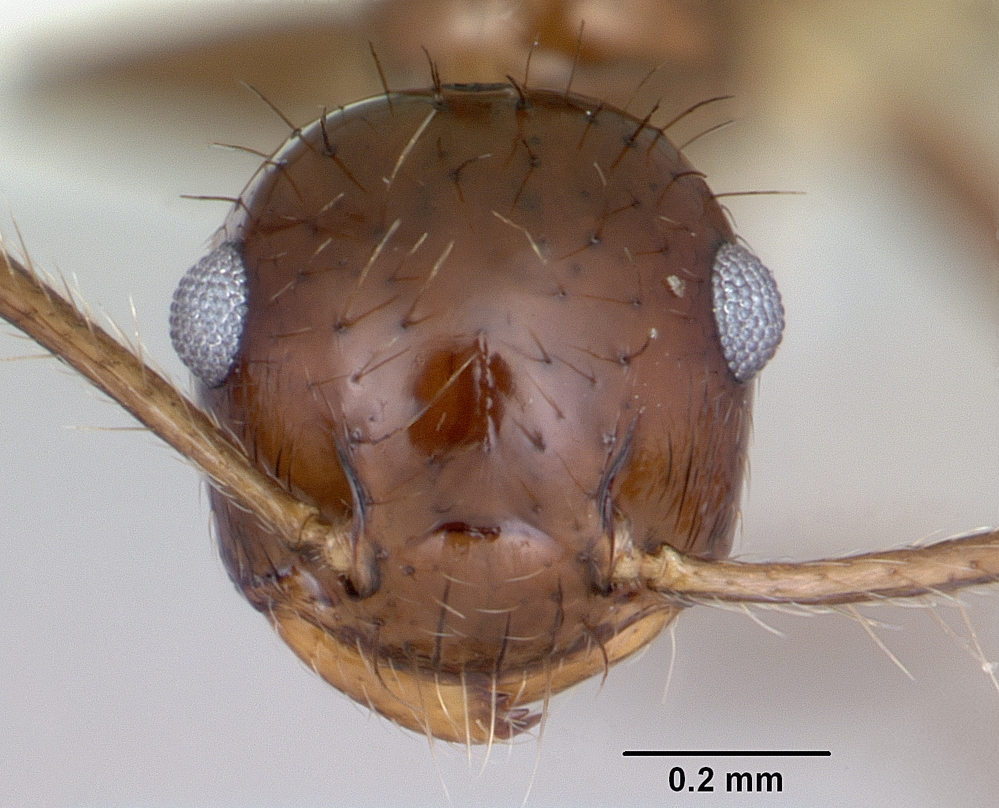
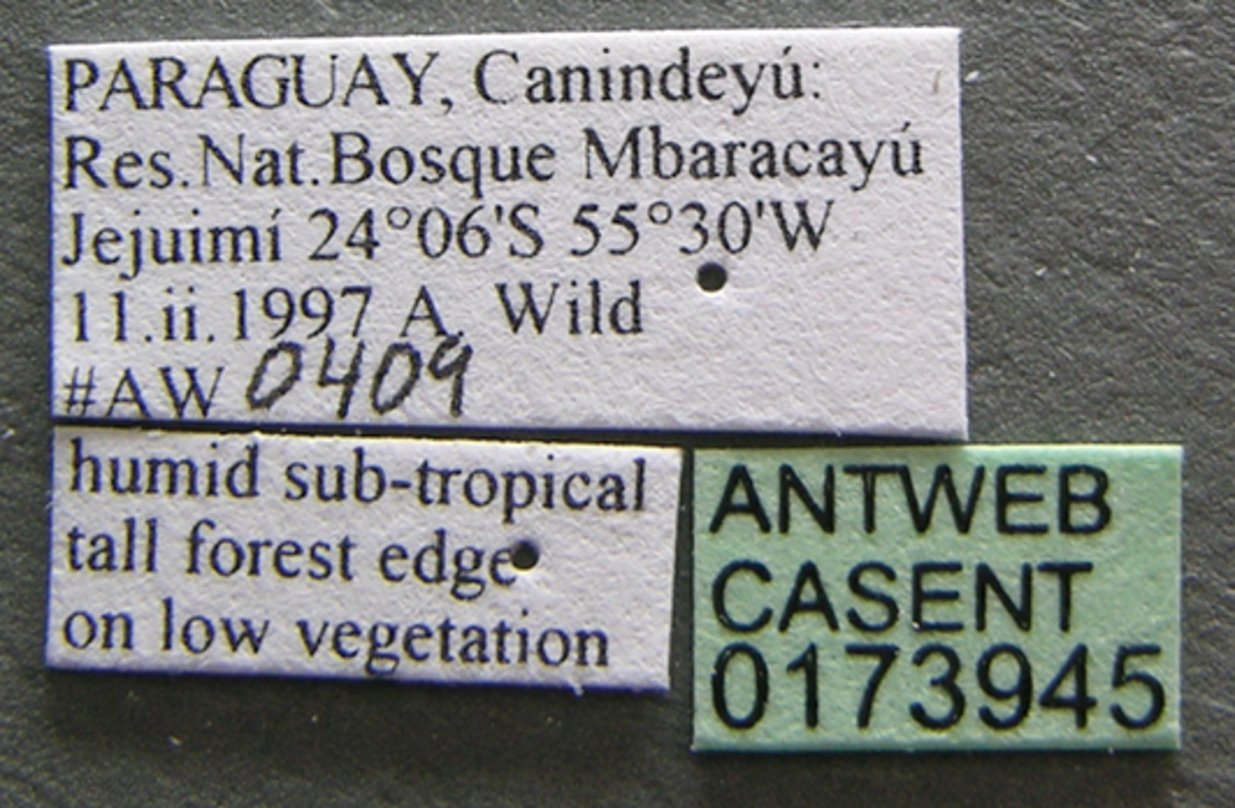
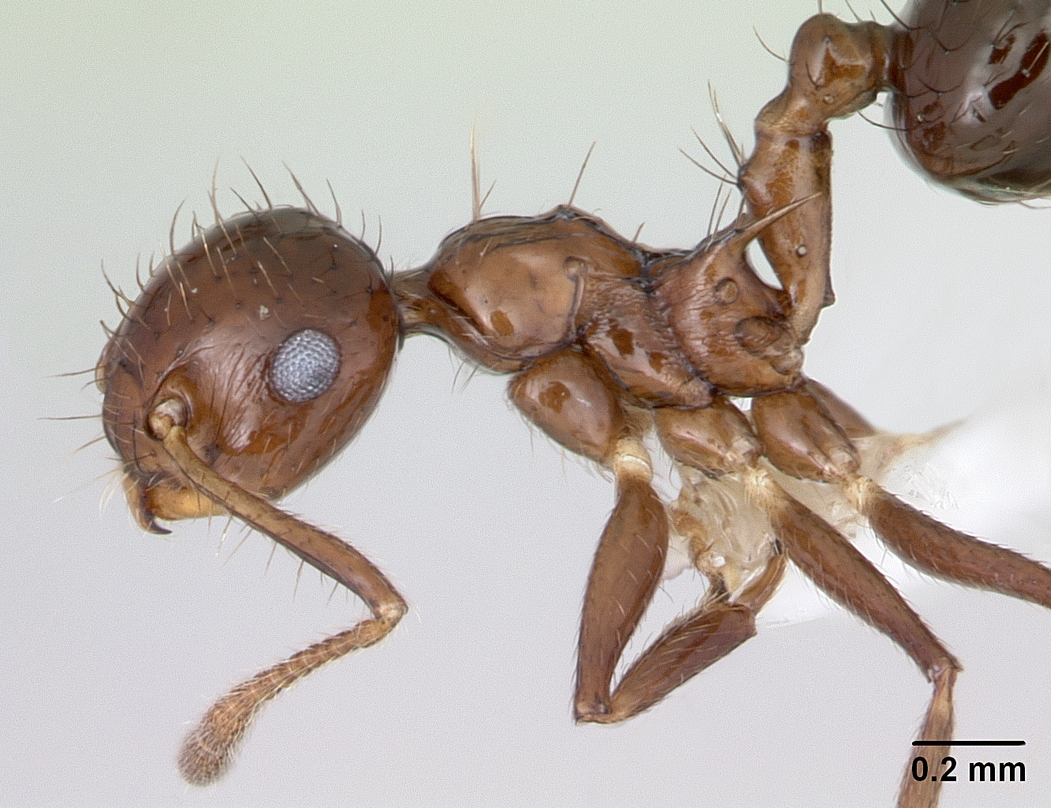
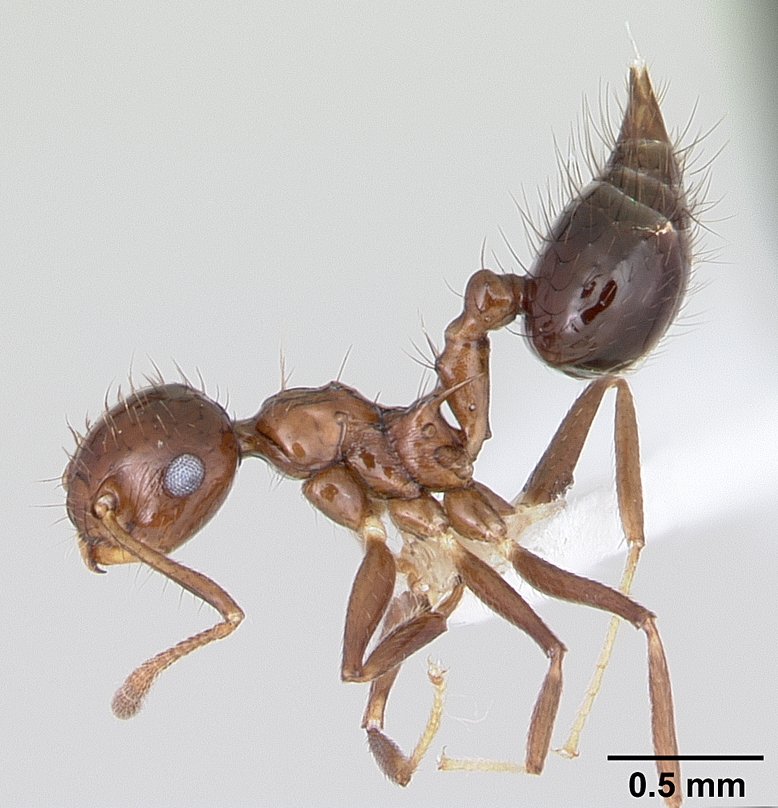